# Puchar Słowacji w piłce nożnej
Puchar Słowacji w piłce nożnej (słow. Slovenský pohár) – cykliczne rozgrywki piłkarskie o charakterze pucharu krajowego na Słowacji. Organizowane co sezon przez Słowackii Związek Piłki Nożnej (SFZ) i przeznaczone są dla krajowych klubów piłkarskich. Najważniejsze po Pierwszej lidze piłkarskie rozgrywki w kraju. Triumfator danej edycji pucharu zyskuje prawo reprezentowania swego kraju w następnej edycji Ligi Europy.

## Historia
Rozgrywki Pucharu Słowacji zainicjowano w roku 1993 po rozpadzie Czechosłowacji na dwa niepodległe kraje (Republikę Czeską i Słowację). Pierwszym zwycięzcą został klub Slovan Bratysława.
Do utworzenia tego turnieju istniały inne krajowe rozgrywki pucharowe o nazwie Puchar Dobroczynności (1906-1916). W sezonach 1950/51 i 1951/52 rozegrano dwie edycje Pucharu Czechosłowacji, ale były one uznane za nieoficjalne. W 1955 i 1959/60 rozegrano Puchar Spartakiady Czechosłowacji w piłce nożnej. A od sezonu 1960/61 startowały oficjalne coroczne rozgrywki Pucharu Czechosłowacji. W pierwszym sezonie 1960/61 zawody zostały zaprojektowane tak, aby osobno rywalizowały ze sobą drużyny czeskie i słowackie, dopiero w finale spotykały się zwycięzcy Pucharów Czech i Słowacji. Tak jak były to eliminacje krajowe, Pucharu Słowacji nie przyznano, a eliminację Słowacji wygrała Dynamo Žilina (przez rzut losem). Puchar Słowacji nie zyskał jednak zbytniej atrakcyjności i przez kolejny długi okres był tylko krokiem do pokonania na drodze do zwycięstwa w Pucharze Czechosłowacji, gdzie w prestiżowym wyścigu mógł rywalizować z przeciwnikiem ze Słowacji i awans do Pucharu Zdobywców Pucharów. Puchar Czechosłowacji zakończył się w sezonie 1992/93, wraz z rozpadem Czechosłowacji i rozpadem Czechosłowackiego Związku Piłki Nożnej.
Od 1993 roku rozgrywki nazywały się Slovenský pohár. Po uzyskaniu sponsora nosił różne nazwy:
- 1997–2001 – Slovenský pohár Zlatého Bažanta
- 2001–2011 – brak sponsora
- od 2011 – Slovnaft Cup

## Format
Format rozgrywek od początku rozgrywek nie był zmieniany, jedynie liczba zespołów była zmienna. W rozgrywkach uczestniczą 236 klubów występujących w Mistrzostwach Słowacji. Obecnie wszystkie rywalizacje od rundy wstępnej do finału grane są w jednym meczu. Zwycięzca kwalifikuje się do dalszych gier, a pokonany odpada z rywalizacji. W wypadku kiedy w regulaminowym czasie gry padł remis zarządza się dogrywkę, a jeśli i ona nie przyniosła rozstrzygnięcia, to dyktowane są rzuty karne. Od sezonu 1998/99 rozgrywki składają się z 8 etapów: rundy wstępnej eliminacyjnej, rundy pierwszej, rundy drugiej, rundy trzeciej, 1/8 finału, ćwierćfinałów, półfinałów i finału. Mecz finałowy rozgrywany jest na różnych obiektach, choć zazwyczaj był to stadion Tehelné pole w Bratysławie.

## Zwycięzcy i finaliści
Nieoficjalne:
| Sezon                                                                                   | K                | K                                    | T | Zwycięzca              | Wynik            | Finalista              | Data, miejsce                           | Br. | Król strzelców | Uwagi                                               |
| Finał Słowacji Pucharu Czechosłowacji (słow. Finále Slovenska v Československom pohári) |                  |                                      |   |                        |                  |                        |                                         |     |                |                                                     |
| 1960/61                                                                                 |                  |                                      | 1 | DSO Dynamo Žilina      | 1:1 (los.)       | Lokomotíva Košice      |                                         |     |                | ? klubów; jako eliminacje do Pucharu Czechosłowacji |
| 1962-1968                                                                               |                  |                                      |   |                        |                  |                        |                                         |     |                | nie rozgrywano                                      |
| Puchar Słowacji (słow. Slovenský pohár)                                                 |                  |                                      |   |                        |                  |                        |                                         |     |                |                                                     |
| 1969/70                                                                                 |                  |                                      | 1 | Slovan Bratysława      | 2:2              | Dukla Bańska Bystrzyca | 24.06.1970, SNP, B.Bystrica             |     |                | ? klubów                                            |
| 1969/70                                                                                 | 1:0              | 26.06.1970, Tehelné pole, Bratysława | 1 | Slovan Bratysława      |                  | Dukla Bańska Bystrzyca |                                         |     |                | ? klubów                                            |
| 1970/71                                                                                 |                  |                                      | 1 | Spartak Trnawa         | 2:0              | Slovan Bratysława      | 07.04.1971, Trnawa                      |     |                | ? klubów                                            |
| 1970/71                                                                                 | 0:1              | 09.06.1971, Tehelné pole, Bratysława | 1 | Spartak Trnawa         |                  | Slovan Bratysława      |                                         |     |                | ? klubów                                            |
| 1971/72                                                                                 |                  |                                      | 2 | Slovan Bratysława      | 1:2              | Spartak Trnawa         | 17.06.1972, Tehelné pole, Bratysława    |     |                | ? klubów                                            |
| 1971/72                                                                                 | 4:1 pd.          | 21.06.1972, Trnawa                   | 2 | Slovan Bratysława      |                  | Spartak Trnawa         |                                         |     |                | ? klubów                                            |
| 1972/73                                                                                 |                  |                                      | 1 | VSS Košice             | 3:0              | Tatran Preszów         | 22.03.1973, Koszyce                     |     |                | ? klubów                                            |
| 1972/73                                                                                 | 3:3              | 26.04.1973, Tatran, Preszów          | 1 | VSS Košice             |                  | Tatran Preszów         |                                         |     |                | ? klubów                                            |
| 1973/74                                                                                 |                  |                                      | 3 | Slovan Bratysława      | 0:0              | Spartak Trnawa         | 29.05.1974, Tehelné pole, Bratysława    |     |                | ? klubów                                            |
| 1973/74                                                                                 | 2:2 pd. (k. 6:5) | 05.06.1974, Trnawa                   | 3 | Slovan Bratysława      |                  | Spartak Trnawa         |                                         |     |                | ? klubów                                            |
| 1974/75                                                                                 |                  |                                      | 2 | Spartak Trnawa         | 2:0              | AC Nitra               | 09.04.1975, Trnawa                      |     |                | ? klubów                                            |
| 1974/75                                                                                 | 1:2              | 16.04.1975, pod Zoborom, Nitra       | 2 | Spartak Trnawa         |                  | AC Nitra               |                                         |     |                | ? klubów                                            |
| 1975/76                                                                                 |                  |                                      | 4 | Slovan Bratysława      | 0:0              | Inter Bratysława       | 17.03.1976, Pasienky, Bratysława        |     |                | ? klubów                                            |
| 1975/76                                                                                 | 2:1              | 28.04.1976, Tehelné pole, Bratysława | 4 | Slovan Bratysława      |                  | Inter Bratysława       |                                         |     |                | ? klubów                                            |
| 1976/77                                                                                 |                  |                                      | 1 | Lokomotíva Košice      | 0:2              | ZVL Žilina             | 13.04.1977, pod Dubňom, Żylina          |     |                | ? klubów                                            |
| 1976/77                                                                                 | 4:0              | 27.04.1977, Lokomotíva, Koszyce      | 1 | Lokomotíva Košice      |                  | ZVL Žilina             |                                         |     |                | ? klubów                                            |
| 1977/78                                                                                 |                  |                                      | 5 | Jednota Trenčín        | 1:0              | Slovan Bratysława      | 01.03.1978, na Sihoti, Trenczyn         |     |                | ? klubów                                            |
| 1977/78                                                                                 | 3:1              | 29.03.1978, Tehelné pole, Bratysława | 5 | Jednota Trenčín        |                  | Slovan Bratysława      |                                         |     |                | ? klubów                                            |
| 1978/79                                                                                 |                  |                                      | 2 | Lokomotíva Košice      | 2:2              | Inter Bratysława       | 28.03.1979, Pasienky, Bratysława        |     |                | ? klubów                                            |
| 1978/79                                                                                 | 3:0              | 11.04.1979, Lokomotíva, Koszyce      | 2 | Lokomotíva Košice      |                  | Inter Bratysława       |                                         |     |                | ? klubów                                            |
| 1979/80                                                                                 |                  |                                      | 2 | ZŤS Košice             | 2:4              | ZVL Žilina             | 18.11.1979, pod Dubňom, Żylina          |     |                | ? klubów                                            |
| 1979/80                                                                                 | 5:0              | 25.11.1979, Lokomotíva, Koszyce      | 2 | ZŤS Košice             |                  | ZVL Žilina             |                                         |     |                | ? klubów                                            |
| 1980/81                                                                                 |                  |                                      | 1 | Dukla Bańska Bystrzyca | 1:1              | ZŤS Košice             | 22.10.1980, Lokomotíva, Koszyce         |     |                | ? klubów                                            |
| 1980/81                                                                                 | 1:0              | 05.11.1980, SNP, B.Bystrica          | 1 | Dukla Bańska Bystrzyca |                  | ZŤS Košice             |                                         |     |                | ? klubów                                            |
| 1981/82                                                                                 |                  |                                      | 6 | Slovan Bratysława      | 3:1              | Petržalka 1898         | 7.03.1982, za Starým mostom, Bratysława |     |                | ? klubów                                            |
| 1981/82                                                                                 | 0:0              | 10.03.1982, Tehelné pole, Bratysława | 6 | Slovan Bratysława      |                  | Petržalka 1898         |                                         |     |                | ? klubów                                            |
| 1982/83                                                                                 |                  |                                      | 7 | Slovan Bratysława      | 0:0              | Plastika Nitra         | 03.05.1983, Tehelné pole, Bratysława    |     |                | ? klubów                                            |
| 1982/83                                                                                 | 1:1              | 17.05.1983, pod Zoborom, Nitra       | 7 | Slovan Bratysława      |                  | Plastika Nitra         |                                         |     |                | ? klubów                                            |
| 1983/84                                                                                 |                  |                                      | 1 | Inter Bratysława       | 2:0              | Dukla Bańska Bystrzyca | 22.03.1984, SNP, B.Bystrica             |     |                | ? klubów                                            |
| 1983/84                                                                                 | 1:0              | 06.05.1984, Pasienky, Bratysława     | 1 | Inter Bratysława       |                  | Dukla Bańska Bystrzyca |                                         |     |                | ? klubów                                            |
| 1984/85                                                                                 |                  |                                      | 3 | Lokomotíva Košice      | 1:1              | Tatran Preszów         | 19.04.1985, Lokomotíva, Koszyce         |     |                | ? klubów                                            |
| 1984/85                                                                                 | 1:0              | 24.04.1985, Tatran, Preszów          | 3 | Lokomotíva Košice      |                  | Tatran Preszów         |                                         |     |                | ? klubów                                            |
| 1985/86                                                                                 |                  |                                      | 3 | Spartak Trnawa         | 1:0              | ZVL Žilina             | 14.05.1986, Prievidza                   |     |                | ? klubów                                            |
| 1986/87                                                                                 |                  |                                      | 1 | DAC Dunajská Streda    | 0:0 pd. (k. 6:5) | Plastika Nitra         | 22.04.1987, Trnawa                      |     |                | ? klubów                                            |
| 1987/88                                                                                 |                  |                                      | 2 | Inter Bratysława       | 1:0              | Spartak Trnawa         | 08.05.1988, na Sihoti, Trenczyn         |     |                | ? klubów                                            |
| 1988/89                                                                                 |                  |                                      | 8 | Slovan Bratysława      | 2:1              | ZVL Považská Bystrica  | 28.05.1989, Hlohovec                    |     |                | ? klubów                                            |
| 1989/90                                                                                 |                  |                                      | 3 | Inter Bratysława       | 6:0              | ZVL Žilina             | 11.04.1990, Mestský, Żar nad Hronem     |     |                | ? klubów                                            |
| 1990/91                                                                                 |                  |                                      | 4 | Spartak Trnawa         | 1:0              | FC Nitra               | 08.05.1991, Rużomberk                   |     |                | ? klubów                                            |
| 1991/92                                                                                 |                  |                                      | 1 | Tatran Preszów         | 2:0              | Lokomotíva Košice      | 13.05.1992, Dolný Kubín                 |     |                | ? klubów                                            |
| 1992/93                                                                                 |                  |                                      | 3 | 1. FC Košice           | 0:0 pd. (k. 5:4) | DAC Dunajská Streda    | 19.05.1993, Rymawska Sobota             |     |                | ? klubów                                            |

Oficjalne:
| Sezon                                                  | K | K | T  | Zwycięzca              | Wynik            | Finalista              | Data, miejsce                                              | Br. | Król strzelców                                        | Uwagi      |
| Puchar Słowacji w piłce nożnej (słow. Slovenský pohár) |   |   |    |                        |                  |                        |                                                            |     |                                                       |            |
| 1993/94                                                |   |   | 1  | Slovan Bratysława      | 2:1 pd.          | Tatran Preszów         | 19.06.1994, Mestský, Brezno, 5.620                         |     |                                                       | 15 klubów  |
| 1994/95                                                |   |   | 1  | Inter Bratysława       | 1:1 pd. (k. 3:1) | DAC Dunajská Streda    | 18.06.1995, Mestský, Dubnica nad Váhom, 2.550              |     |                                                       | 32 kluby   |
| 1995/96                                                |   |   | 1  | Chemlon Humenné        | 2:1              | Spartak Trnawa         | 26.05.1996, Bukóza, Vranov nad Topľou, 9.000               |     |                                                       | 32 kluby   |
| 1996/97                                                |   |   | 2  | Slovan Bratysława      | 1:0              | Tatran Preszów         | 01.06.1997, na Sihoti, Trenczyn, 11.286                    |     |                                                       | 32 kluby   |
| 1997/98                                                |   |   | 1  | Spartak Trnawa         | 2:0              | 1. FC Koszyce          | 06.06.1998, ŠKP Dúbravka, Bratysława, 7.800                |     |                                                       | 38 klubów  |
| 1998/99                                                |   |   | 3  | Slovan Bratysława      | 3:0              | Dukla Bańska Bystrzyca | 08.05.1999, Mestský, Żar nad Hronem, 10.048                |     |                                                       | 38 klubów  |
| 1999/00                                                |   |   | 2  | Inter Bratysława       | 1:1 pd. (k. 4:2) | 1. FC Koszyce          | 08.05.2000, Tatran, Preszów, 3.150                         |     |                                                       | 38 klubów  |
| 2000/01                                                |   |   | 3  | Inter Bratysława       | 1:0              | MFK Ružomberok         | 08.05.2001, Mestský, Dubnica nad Váhom, 5.200              |     |                                                       | 38 klubów  |
| 2001/02                                                |   |   | 1  | FC Senec               | 1:1 pd. (k. 4:2) | Matador Púchov         | 08.05.2002, Raven, Powaska Bystrzyca, 4.584                |     |                                                       | 36 klubów  |
| 2002/03                                                |   |   | 1  | Matador Púchov         | 2:1 pd.          | Slovan Bratysława      | 08.05.2003, Vojtech Vojtecha Schotterta, Topolczany, 4.356 |     |                                                       | 30 klubów  |
| 2003/04                                                |   |   | 1  | Petržalka Bratysława   | 2:0              | Steel Trans Ličartovce | 08.05.2004, Mestský, Dunajská Streda, 2.650                |     |                                                       | 30 klubów  |
| 2004/05                                                |   |   | 1  | Dukla Bańska Bystrzyca | 2:1              | Petržalka Bratysława   | 08.05.2005, pod Zoborom, Nitra, 2.474                      |     |                                                       | 30 klubów  |
| 2005/06                                                |   |   | 1  | MFK Ružomberok         | 0:0 pd. (k. 4:3) | Spartak Trnawa         | 08.05.2006, Pasienky, Bratysława, 8.426                    |     |                                                       | 30 klubów  |
| 2006/07                                                |   |   | 1  | ViOn Zlaté Moravce     | 4:0              | FC Senec               | 08.05.2007, Pasienky, Bratysława, 3.119                    |     |                                                       | 51 klub    |
| 2007/08                                                |   |   | 2  | Petržalka Bratysława   | 1:0              | Spartak Trnawa         | 01.05.2008, pod Dubňom, Żylina, 5.000                      |     |                                                       | 46 klubów  |
| 2008/09                                                |   |   | 1  | MFK Koszyce            | 3:1              | Petržalka Bratysława   | 20.05.2009, NTC Senec, Senec, 1.528                        |     |                                                       | 49 klubów  |
| 2009/10                                                |   |   | 4  | Slovan Bratysława      | 6:0              | Spartak Trnawa         | 11.05.2010, Mestský, Michalovce, 3.752                     |     |                                                       | 50 klubów  |
| 2010/11                                                |   |   | 5  | Slovan Bratysława      | 3:3 pd. (k. 5:4) | MŠK Żylina             | 08.05.2011, SNP, B.Bystrica, 2.653                         |     |                                                       | 52 kluby   |
| 2011/12                                                |   |   | 1  | MŠK Żylina             | 3:2 pd.          | FK Senica              | 08.05.2012, Mestský, Bardejów, 3.000                       | 4   | Andrej Hodek, Tomáš Majtán                            | 52 kluby   |
| 2012/13                                                |   |   | 6  | Slovan Bratysława      | 2:0              | MŠK Żylina             | 01.05.2013, MFK, Rużomberk, 3.410                          | 5   | Róbert Pich                                           | 43 kluby   |
| 2013/14                                                |   |   | 2  | MFK Koszyce            | 2:1              | Slovan Bratysława      | 01.05.2014, Štadión Myjava, Myjava, 2.647                  | 4   | Oumar Diaby, Ján Novák, Martin Pribula, Robert Vittek | 53 kluby   |
| 2014/15                                                |   |   | 1  | AS Trenčín             | 2:2 pd. (k. 3:2) | FK Senica              | 01.05.2015, NTC, Poprad, 3.473                             | 6   | Karol Mészáros                                        | 214 klubów |
| 2015/16                                                |   |   | 2  | AS Trenčín             | 3:1              | Slovan Bratysława      | 29.04.2016, Antona Malatinského, Trnawa, 8.547             | 7   | Gino van Kessel                                       | 170 klubów |
| 2016/17                                                |   |   | 7  | Slovan Bratysława      | 3:0              | MFK Skalica            | 1.05.2017, NTC, Poprad, 2.432                              | 7   | Richard Boroš, Kristian Kushta                        | 202 kluby  |
| 2017/18                                                |   |   | 8  | Slovan Bratysława      | 3:1              | MFK Ružomberok         | 1.05.2018, Antona Malatinského, Trnawa, 4.405              | 8   | Patrik Abrahám, Marvin Egho, Yusuf Olaitan Otubanjo   | 204 kluby  |
| 2018/19                                                |   |   | 2  | Spartak Trnawa         | 3:3 pd. (k. 4:1) | MŠK Żylina             | 1.05.2019, pod Zoborom, Nitra, 6.053                       | 7   | Filip Balaj, Frank Castañeda                          | 217 klubów |
| 2019/20                                                |   |   | 9  | Slovan Bratysława      | 1:0              | MFK Ružomberok         | 08.07.2020, Tehelné pole, Bratysława, 3.624                | 7   | František Lády                                        | 226 klubów |
| 2020/21                                                |   |   | 10 | Slovan Bratysława      | 2:1 pd.          | MŠK Żylina             | 19.05.2021, Tehelné pole, Bratysława, 0                    | 6   | Matej Dolník Jozef Dolný                              | 229 klubów |
| 2021/22                                                |   |   | 3  | Spartak Trnawa         | 2:1 pd.          | Slovan Bratysława      | 8.05.2022, Tehelné pole, Bratysława, 10 411                | 7   | Lukáš Leginus                                         | 227 klubów |
| 2022/23                                                |   |   | 4  | Spartak Trnawa         | 3:1 pd.          | Slovan Bratysława      | 1.05.2023, Antona Malatinského, Trnawa, 15 427             | 6   | Matúš Marcin                                          | 261 klubów |
| 2023/24                                                |   |   | 2  | MFK Ružomberok         | 1:0              | Spartak Trnawa         | 1.05.2024, Futbalová aréna, Koszyce, 8.764                 | 7   | Tomáš Vantruba                                        | 289 klubów |
| 2024/25                                                |   |   | 5  | Spartak Trnawa         | 1:0              | MFK Ružomberok         | 1.05.2025, MOL Aréna, Dunajská Streda, 9.437               | 6   | Eric Bile Adam Hanes                                  | 260 klubów |

Uwagi:

- wytłuszczono nazwy zespołów, które w tym samym roku wywalczyły mistrzostwo i Puchar kraju,
- kursywą oznaczone zespoły, które w meczu finałowym nie występowały w najwyższej klasie rozgrywkowej.
- skreślono rozgrywki nieoficjalne.

## Statystyki

### Klasyfikacja według klubów
W dotychczasowej historii oficjalnych rozgrywek o Puchar Słowacji na podium oficjalnie stawało w sumie 18 drużyn. Liderem klasyfikacji jest Slovan Bratysława, który zdobył 10 pucharów.
Stan po finale 2025.
| Lp. | Klub                     | Zdobywca | Finalista         | Lata triumfów                               |    |   |                                                                                          |
| --- | ------------------------ | -------- | ----------------- | ------------------------------------------- | -- | - | ---------------------------------------------------------------------------------------- |
| Lp. | Klub                     | 1.       | Slovan Bratysława | Lata triumfów                               | 10 | 5 | 1993/94, 1996/97, 1998/99, 2009/10, 2010/11, 2012/13, 2016/17, 2017/18, 2019/20, 2020/21 |
| 2.  | Spartak Trnawa           | 5        | 5                 | 1997/98, 2018/19, 2021/22, 2022/23, 2024/25 |    |   |                                                                                          |
| 3.  | Inter Bratysława         | 3        | 0                 | 1994/95, 1999/00, 2000/01                   |    |   |                                                                                          |
| 4.  | MFK Ružomberok           | 2        | 4                 | 2005/06, 2023/24                            |    |   |                                                                                          |
| 5.  | MFK Koszyce              | 2        | 2                 | 2008/09, 2013/14                            |    |   |                                                                                          |
| 5.  | Petržalka Bratysława     | 2        | 2                 | 2003/04, 2007/08                            |    |   |                                                                                          |
| 7.  | AS Trenčín               | 2        | 0                 | 2014/15, 2015/16                            |    |   |                                                                                          |
| 8.  | MŠK Żylina               | 1        | 4                 | 2011/12                                     |    |   |                                                                                          |
| 9.  | Dukla Bańska Bystrzyca   | 1        | 1                 | 2004/05                                     |    |   |                                                                                          |
| 9.  | FC Senec                 | 1        | 1                 | 2001/02                                     |    |   |                                                                                          |
| 9.  | Matador Púchov           | 1        | 1                 | 2002/03                                     |    |   |                                                                                          |
| 12. | Chemlon Humenné          | 1        | 0                 | 1995/96                                     |    |   |                                                                                          |
| 12. | ViOn Zlaté Moravce       | 1        | 0                 | 2006/07                                     |    |   |                                                                                          |
| 14. | FK Senica                | 0        | 2                 |                                             |    |   |                                                                                          |
| 14. | Tatran Preszów           | 0        | 2                 |                                             |    |   |                                                                                          |
| 16. | DAC 1904 Dunajská Streda | 0        | 1                 |                                             |    |   |                                                                                          |
| 16. | MFK Skalica              | 0        | 1                 |                                             |    |   |                                                                                          |
| 16. | Steel Trans Ličartovce   | 0        | 1                 |                                             |    |   |                                                                                          |

### Klasyfikacja według miast
Siedziby klubów: Stan po finale 2025.
| Miasto           | Liczba tytułów | Drużyny                                                                |
| ---------------- | -------------- | ---------------------------------------------------------------------- |
| Bratysława       | 15             | Slovan Bratysława (10), Inter Bratysława (3), Petržalka Bratysława (2) |
| Trnawa           | 5              | Spartak Trnawa (5)                                                     |
| Koszyce          | 2              | MFK Koszyce (2)                                                        |
| Rużomberk        | 2              | MFK Ružomberok (2)                                                     |
| Trenczyn         | 2              | AS Trenčín (2)                                                         |
| Bańska Bystrzyca | 1              | Dukla Bańska Bystrzyca (1)                                             |
| Humenné          | 1              | Chemlon Humenné (1)                                                    |
| Púchov           | 1              | Matador Púchov (1)                                                     |
| Senec            | 1              | FC Senec (1)                                                           |
| Zlaté Moravce    | 1              | ViOn Zlaté Moravce (1)                                                 |
| Żylina           | 1              | MŠK Żylina (1)                                                         |